# Antonius Thysius der Jüngere
Antonius Thysius der Jüngere (* um 1603 in Harderwijk; † 25. Januar 1665 in Leiden) war ein niederländischer Rechtswissenschaftler, Historiker, Bibliothekar und Rhetoriker.

## Leben
Der Sohn des Antonius Thysius der Ältere studierte in Leiden unter Daniel Heinsius, Marcus Zuerius Boxhorn und Constantinus L’Empereur van Oppyck die lateinische, griechische und hebräische Sprache. Anschließend wandte er sich einem Studium der Rechtswissenschaften zu und promovierte am 21. November 1634 zum Doktor beider Rechte. Am 9. Februar 1637 wurde er außerordentlicher Professor der Poesie mit Sonderrechten, man übertrug ihm am 21. November 1639 auch Vorlesungen an der juristischen Fakultät und am 9. Februar 1651 erhielt er die außerordentliche Professur der Rhetorik.
Nachdem er am 26. August 1653 Assistent an der Leidener Universitätsbibliothek geworden war, wurde er am 8. November 1653 ordentlicher Professor der Rhetorik und 1655 Bibliothekar der Universitätsbibliothek, in dieser Eigenschaft reorganisierte er die Bibliothek. 1658 erhielt er die ehrenvolle Berufung eines Histographen der Staaten von Holland und wurde, nachdem er auf seine Sonderrechte verzichtet hatte, am 12. November 1663 außerordentlicher Professor der Rechtswissenschaften. Zudem beteiligte er sich auch an den organisatorischen Aufgaben der Leidener Hochschule und war 1658/59 Rektor der Alma Mater.

## Werke
- Diss. Epist. de iuris studio. Leiden 1639
- Exercitationes juridicae. Leiden 1639 (Online)
- Discursus juridico-theologicus, licitas esse jure divino comprivignorum nuptias. Leiden 1640
- Disquisitiones juris publici. Leiden 1641
- Oratio funebris in obitum Jac. Brouckhoven. Leiden 1642
- Exercitationes miscellaneae. Leiden 1639; auch bei Gronius, Fasciculus quartus opusculorum. Rotterdam 1694
- Guilielmi Postelli de Republica seu magistratibus Atheniensium liber, met zijn eigen Discursus politicus de eadem materia. Leiden 1645
- Compendium Historiae Batavae. Leiden 1645 (Online)
- Tractatus juris publici de potestate Principis. Leiden 1646
- Sallustii Crispi opera. Leiden 1649, 1654, 1659, Leiden und Rotterdam 1665, Leiden 1677, Amsterdam 1689
- Oratio funebris in mortem viri incomparabilis D. Frederici Spanhemii, Lessus Tunebris. Leiden 1649
- Justinus, cum selectissimis variorum observationibus, ex accuratâ recessione A.T.J.Cti. Leiden 1650, 1659
- L. Annaei Senecae Tragoediae, auctore Polydoro Virgilio, Urbinate. Accessit praeter alia nonnulla series Regum Angliae a primis initiis usque ad hanc aetatem. Ex nova editione A.T.J.C. Leiden 1651
- Valerius Maximus. Leiden 1651, 1655 (Online), 1760
- L. Coelii Lactantii Firmani opera. Leiden 1652
- Oratio funebris in mortem H.M. Tromp. Leiden 1653 (Online)
- Velleius Paterculus. Leiden 1653, 1668
- Oratio funebris in obitum D. Heinsii. Leiden 1655 (Online) auch in Henning Witte: Memoriae philosophorum. dec. VI, 171; (Online bei MATEO)
- Oratio funebris in obitum viri clarissimi et praestantissimi Dn. Lamberti Barlaei, Gruec. Litter.-Profess. longedignissimi. Leiden 1655; auch in Henning Witte: Memoriae philosophorum. (Online bei MATEO)
- Roma illustrata, sive Antiquitatum Romanaram Breviarium ex Justo Lipsio. Accessit Georgii Fabricii Chemnicensis, Veteris Romae cum novâ collatio. Ex nova recens. Dan. Elzevirii, Leiden 1657
- Historia Navalis, sive celeberrimorum proeliorum, quae mari, ab antiquissimis temporibus usque ad Pacem Hispanicam Batavi, foederatique Belgae, ut plurimum victores, gesserúnt, luculenta descriptio. Leiden 1657 (Online)
- De Usura et Foenore commentarius. Utrecht 1658
- Auli Gellii Noctes Atticae; cum selectis novisque commenriis A.T.J.C. et Jacobi Ouselii J.C. Leiden 1666 (Online), 1688 (Online)